# Patricija Šulin
Patricija Šulin est une femme politique yougoslave puis slovène née le 25 novembre 1965 à Šempeter pri Gorici (RS de Slovénie, Yougoslavie) et morte le 2 novembre 2021.

## Biographie
Inspectrice des impôts, Patricija Šulin réside à Nova Gorica, où elle est élue au conseil municipal de 2010 à 2014. Elle est également députée à l'Assemblée nationale de 2012 à 2013.
Membre du Parti démocratique slovène (SDS), elle est élue en 2014 au Parlement européen où elle siège au groupe du Parti populaire européen (PPE). Elle n'est pas réélue en 2019.
Elle meurt le 2 novembre 2021 à l'âge de 55 ans.